# بيفل ماتشيك
بيفل ماتشيك (بالتشيكية: Pavel Macháček)‏ هو لاعب كرة قدم تشيكي في مركز الدفاع، ولد في 18 ديسمبر 1977 في Vlašim ‏ في جمهورية التشيك. لعب مع بوهيميانز 1905.

## وصلات خارجية
- بيفل ماتشيك على موقع قاعدة بيانات كرة القدم.إي يو (الإنجليزية)
- بيفل ماتشيك على موقع Soccerway.com (الإنجليزية)